# Hannibal von Hertzberg
Hannibal Freiherr von Hertzberg (* 16. April 1783; † 23. April 1866) war ein preußischer Landwehrmajor, Direktor des Stifts Naumburg-Zeitz und Abgeordneter des Provinziallandtags der Provinz Sachsen.

## Leben

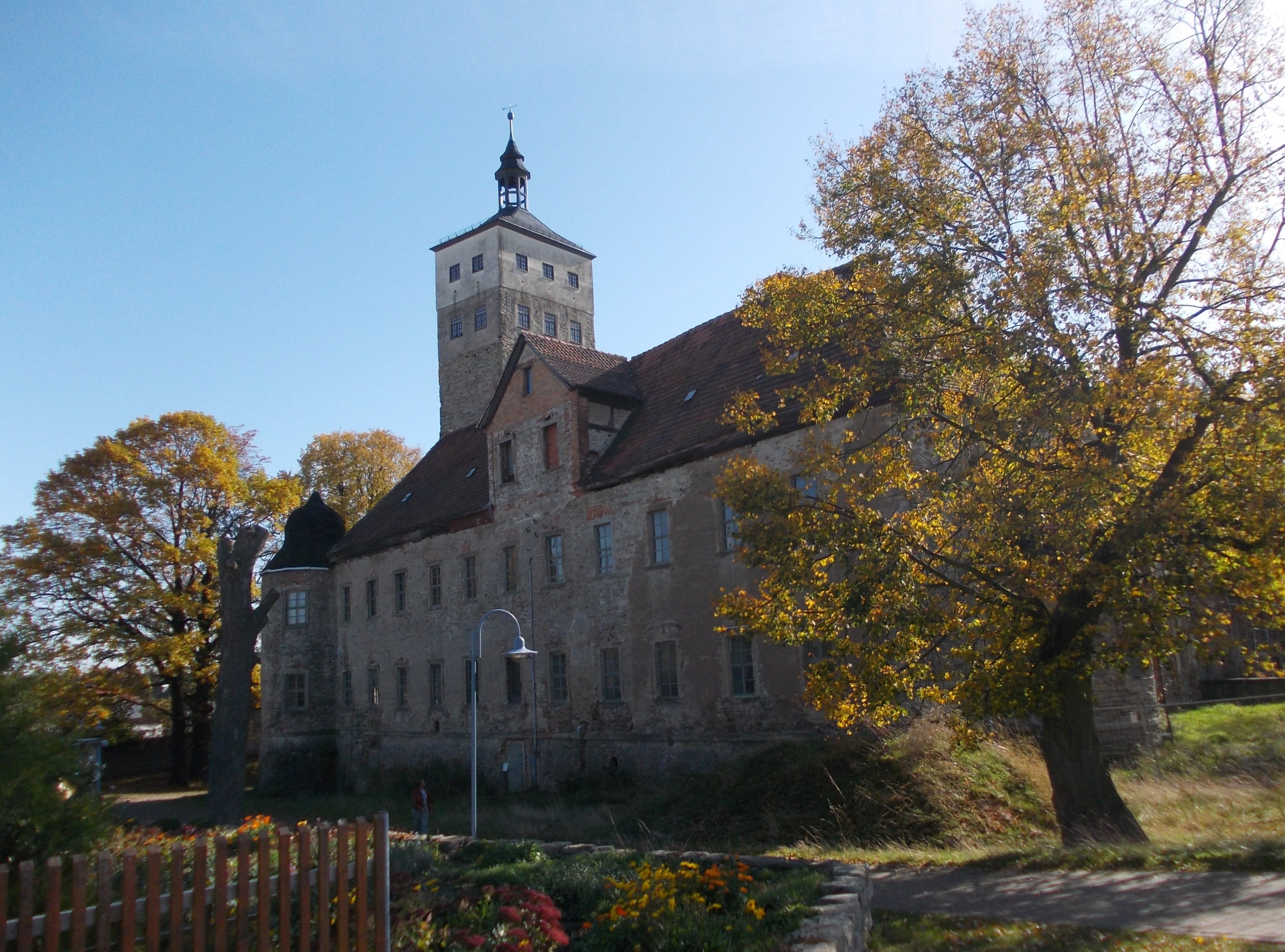
Schloss Heuckewalde, Sitz des Landtagsabgeordneten Hannibal Freiherr von Hertzberg

Er stammte aus dem in den Freiherrenstand erhobenen thüringischen Adelsgeschlecht von Hertzberg. Wie viele Mitglieder seiner Familie schlug auch er eine Militärlaufbahn ein und stieg bis zum Major der Landwehr in der preußischen Armee auf.
Im Jahre 1829 wurde Hannibal Freiherr von Hertzberg als Abgeordneter in den Landtag der preußischen Provinz Sachsen gewählt. Sein Wahlkreis, den er im Stand der Ritterschaft vertrat, war das Stift Naumburg-Zeitz, in dem er zum Stiftsdirektor ernannt worden war. Seine beiden Stellvertreter waren der Rittergutsbesitzer von Haugk zu Silbitz im Kreis Zeitz und Graf von der Schulenburg auf Zangenberg zu Beetzendorf in der Altmark. Hannibal Freiherr von Hertzberg gehörte ab 1833 auch der vierten Wahlperiode des Landtags der preußischen Provinz Sachsen in Merseburg an. Mit Jahresbeginn 1853 schied er aus dem preußischen Provinziallandtag aus und überließ das Mandat seinem Sohn, Freiherr von Hertzberg junior (* 16. Februar 1817), der zugleich auch neuer Besitzer des Ritterguts Heuckewalde im Kreis Zeitz war, das Hannibal Freiherr von Hertzberg zuvor besessen hatte.

## Familie
Verheiratet war Hannibal Freiherr von Hertzberg seit dem 20. Mai 1810 mit Luise Juliane Henriette geborene Freiin von Beust aus dem Hause Neusalza (1785–1858).

## Nachlass
Sein Nachlass wird heute als Teil des Gutsarchivs Heuckewalde im Landesarchiv Sachsen-Anhalt am Standort Wernigerode verwaltet.